# Estació de Colom
L'estació de Colom, oficialment i en castellà Colón, és una estació subterrània de ferrocarril localitzada al barri de Sant Francesc (districte de Ciutat Vella) de València i que forma part de les línies 3, 5, 7 i 9 de l'operador Metrovalència. L'estació pertany a la zona tarifària A de Ferrocarrils de la Generalitat Valenciana (FGV) i l'Autoritat de Transport Metropolità de València (ATMV). L'adreça oficial de l'estació és la plaça dels Pinazo, número 5.

## Història

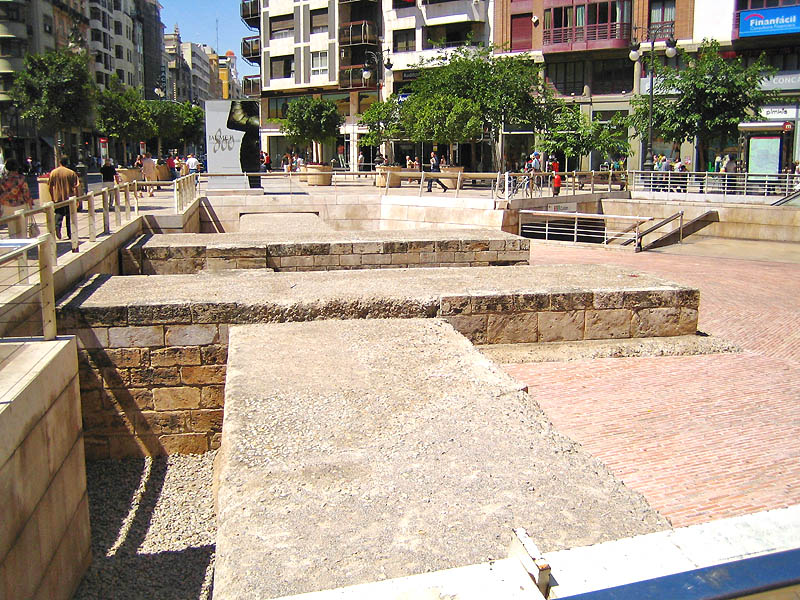
Entrada pel portal dels jueus

L'estació fou inaugurada el 16 de setembre de 1998 amb l'ampliació fins l'Avinguda del Cid de la línia 3; a la inauguració assistiren els reis d'Espanya Joan Carles I i Sofia de Grècia, així com el President de la Generalitat Eduardo Zaplana, el President de les Corts Valencianes Héctor Villalba i l'Alcaldessa de València Rita Barberà. Posteriorment, el 30 d'abril de 2003 s'afegirien a l'estació els convois de la nova línia 5 de Metrovalència, que connectava l'aeroport de València amb l'estació de Marítim passant pel centre de València. Un any més tard, el 22 de setembre de 2004, amb la creació de la línia 7 de Metrovalència, els trens d'aquesta des de l'estació de Torrent Avinguda fins a Marítim començaren a passar per aquesta estació. El 2013 era la segona estació amb més afluència de tota la xarxa de metro valenciana, amb 66 milions de desplaçaments, just per darrere de l'estació de Xàtiva, que n'acollí 67,7 milions. L'última incorporació a l'estació tingué lloc el 6 de març de 2015 amb la inauguració de la línia 9 de Metrovalència, que connectà Riba-roja de Túria amb Alboraia.

## Distribució

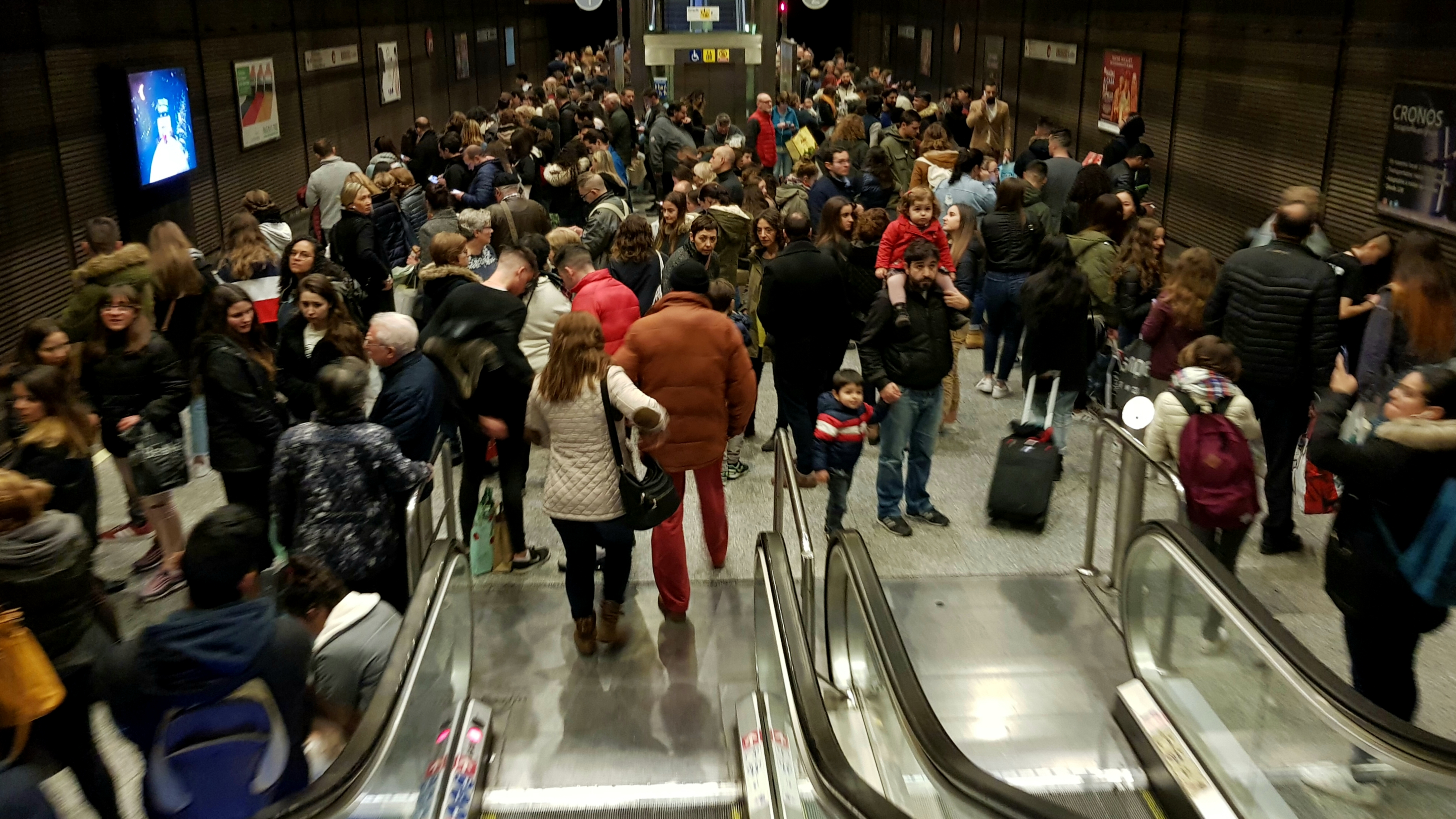
Gentada a l'andana de l'estació

L'estació es troba localitzada sota terra, dividint-se en dos semi-nivells: el superior on se troben els accessos i l'inferior on hi ha una plataforma amb dues andanes i dos vies. Les instal·lacions disposen d'ascensors i escales mecàniques. Les andanes no compten amb mampares de seguretat. L'estació es troba adaptada per a sords, inividents i discapacitats físics.
L'ingrés a l'estació es fa a través d'unes escales mecàniques situades dins d'un recinte situat a desnivell a la plaça dels Pinazo, fitant amb el carrer de Colom i que conté les restes de la muralla del segle XIV de València. Té un altre accés al carrer de Colón amb el de Roger de Llúria, secundari, ja que l'ascensor s'hi troba al primer accés. L'estació serveix una de les principals zones comercials de la ciutat. A més, MetroValencia hi té una de les seues oficines d'atenció al públic.

### Línies
| Procedència/Destinació | <      | Línia | >        | Procedència/Destinació |
| ---------------------- | ------ | ----- | -------- | ---------------------- |
| Aeroport               | Xàtiva |       | Albereda | Rafelbunyol            |
| Aeroport               | Xàtiva | ...   | Albereda | Marítim                |
| Torrent Avinguda       | Bailén | ...   | Albereda | Marítim                |
| Riba-roja              | Xàtiva | ...   | Albereda | Alboraia Peris Aragó   |